# Muscomorpha
Brahikeranski infared Muscomorpha je velika i raznolika grupa muva, koja sadrži glavninu reda Brachycera i većinu poznatih muva. Ovim podredom su obuhvaćene brojne poznatije muve, kao što su kućna muva, voćna muva i kaliforidi. Njihove antene su kratke, obično trosegmentirane, sa leđnom aristom. Njihova tela su često vrlo setozna, a obrazac seta je često taksonomski važan.

## Spoljašnje veze
- The Tree of Life Web Project: Brachycera Архивирано на веб-сајту  (19. април 2019)